# SOS tout-petits
SOS Tout-Petits est une association loi de 1901 appartenant au mouvement pro-vie, fondée en 1986 par Xavier Dor.
Elle est opposée à l'avortement, à la contraception et au mariage entre personnes de même sexe. Proche de l'extrême droite pour certains journaux,, elle est essentiellement composée de catholiques.

## Historique
L'association est connue pour avoir conduit, entre 1986 et 1995, des actions communément appelées par les médias commandos anti-IVG. Entre 1995 et 1997, elle a mené des manifestations à proximité d'établissements hospitaliers pratiquant des avortements, allant parfois à l'encontre d'interdictions préfectorales. Certaines de ces manifestations ont donné lieu à des affrontements avec des contre-manifestants du SCALP et de la Confédération nationale du travail, notamment en janvier 1996 et le 10 mars 1996 au Chesnay.

## Activités depuis1998
Depuis 1998, et après plusieurs condamnations visant Xavier Dor, SOS Tout-Petits se cantonne à des manifestations légales. 
L'association est particulièrement active dans les villes de Paris, Lyon, et Bordeaux.
L'association fait partie du collectif qui organise annuellement la Marche pour la vie à Paris ou à Bordeaux.  
À la suite d'une intrusion les 25 et 26 juin 2012 à l'intérieur de ses locaux, le Planning familial 75 a porté plainte contre Xavier Dor pour « entrave à l'interruption de grossesse par pressions, menaces ou intimidation du personnel, d'une patiente ou de son entourage ». Selon le porte parole du Planning familial, l'homme octogénaire aurait « croisé une mère de famille venant se renseigner pour faire une IVG et lui a mis de minuscules petits chaussons entre les mains et une médaille religieuse ». Il est poursuivi devant la 31e chambre correctionnelle du Tribunal de grande instance de Paris pour « pressions morales et psychologiques ». L'audience initialement prévue le 21 janvier 2013 est reportée au 26 juin 2013.
Finalement le 27 octobre 2014, le Xavier Dor fut condamné par la Cour d'appel de Paris à 10 000 euros d'amende, dont la moitié avec sursis, pour entrave à l’interruption volontaire de grossesse. « Un acte extrêmement violent », avait expliqué la plaignante à l'audience du 22 septembre 2014. [réf. souhaitée]
En juillet 2015, il est encore fait état de plaintes pour délit d'entrave, à la suite d'une intervention de trois membres de l'association s'étant introduits dans les locaux du centre du Planning familial de Port-Royal afin de dissuader les femmes présentes d'avorter.
En février 2016, Xavier Dor quitte la présidence de l'association en raison de son âge avancé. Lui succède alors Philippe Piloquet, embryologiste, cytogénéticien et maître de conférences en imagerie médicale à l'université de Nantes.
L'association opère désormais en invitant périodiquement ses sympathisants à se rassembler pour réciter le chapelet dans la rue en réparation des avortements. Ces rassemblements de quelques dizaines de personnes, déclarées comme des manifestations publiques, furent d'abord régulièrement interdites au motif qu'elles provoquaient des troubles à l'ordre public.